# Drvo života (2011.)
Drvo života je američka drama s nadrealnim i eksperimentalnim elementima koju je režirao i napisao Terrence Malick, a u kojoj su glavne uloge ostvarili Brad Pitt, Sean Penn i Jessica Chastain. Malickov film razrađuje postanak i smisao života kroz sredovječnog muškarca i njegova sjećanja na vlastito djetinjstvo i obitelj tijekom 50-tih godina prošlog stoljeća u Teksasu uz popratne slike postanka svemira i početka života na Zemlji. Nakon desetljeća priprema i promašenih datuma kino otvaranja 2009. i 2010. godine, film je premijerno prikazan u službenoj konkurenciji na filmskom festivalu u Cannesu 2011. godine gdje je osvojio Zlatnu palmu. Sam film dobio je pregršt pozitivnih kritika na račun svojih tehničkih i umjetničkih dosega, ali također i znatan broj negativnih kritika na račun Malickovog stila režiranja, pogotovo dijelova koji uključuju fragmentiranu i ne-linearnu naraciju.

## Glumačka postava
- Brad Pitt kao gospodin O'Brien
- Sean Penn kao Jack
- Jessica Chastain kao gospođa O'Brien
- Hunter McCracken kao mladi Jack
- Laramie Eppler kao R.L.
- Tye Sheridan kao Steve
- Kari Matchett kao Jackova bivša
- Joanna Going kao Jackova žena
- Michael Showers kao gospodin Brown
- Kimberly Whalen kao gospođa Brown
- Jackson Hurst kao ujak Roy
- Fiona Shaw kao baka
- Crystal Mantecon kao Elisa
- Tamara Jolaine kao gospođa Stone
- Dustin Allen kao George Walsh

## Produkcija

### Razvoj projekta
Terrence Malick je predložio koncept filma direktoru kompanije River Road Entertainment, Billu Pohladu, dok su njih dvojica radili zajedno na ranoj verziji filma Che. Pohlad se prisjetio da je iz početka mislio da je ideja "luda", ali kako se sam koncept filma razvijao, počela mu se jako sviđati. Film Drvo života najavljen je krajem 2005. godine, a financirati ga je trebala Indijska produkcijska kompanija Percept Picture Company uz producenta Donalda Rosenfelda. Film se trebao djelomično snimati u Indiji, a pretprodukcija je trebala započeti u siječnju 2006. godine. Colin Farrell i Mel Gibson su u jednom trenutku bili povezani s projektom. Međutim, niti jedan od navedenih planova nije se ostvario.
U listopadu 2007. godine Bill Pohlad je najavio planove o produkciji filma od strane kompanije River Road. U tom trenutku Sean Penn i Heath Ledger su najavljeni kao glavne zvijezde filma. U prosincu 2007. godine počele su kružiti glasine da je Brad Pitt u pregovorima za film za ulogu Heatha Ledgera, dok je Penn ostao kao sporedna uloga. Scenograf Jack Fisk se bavio istraživanjem za film u muzeju Metropolitan.
U listopadu 2008. godine dugogodišnji Malickov suradnik Fisk je u intervjuu izjavio da redatelj pokušava napraviti nešto radikalno. Također je implicirao i to da su detalji filma strogo čuvana tajna. U ranom ožujku 2009. godine stručnjak za vizualne efekte Mike Fink otkrio je magazinu Empire da radi na scenama prethistorijskog razdoblja Zemlje. Sličnost pojedinih scena Fink je usporedio sa scenama vrlo ambicioznog projekta Q na kojem je Malick radio odmah nakon što je završio film Božanstveni dani pa je sve to dovelo do spekulacija da je Drvo života zapravo uskrsnuće tog napuštenog projekta.

### Snimanje
Snimanje filma započelo je 2008. godine u Teksasu. Kamerman Emmanuel Lubezki ponovno je radio s Malickom nakon njihove zajedničke suradnje na filmu Novi svijet. Lokacije snimanja uključivale su Smithville, Houston, Matagordu, Bastrop, Austin, Dallas i Malickov rodni grad Waco.
Drvo koje se pojavljuje u filmu je veliki hrast koji je iskopan s imanja koje se nalazi nekoliko milja izvan Smithvillea. Veliko drvo skupa s korijenjem preseljeno je u Smithville i ponovno posađeno.

### Vizualni efekti
Nakon što je iz Hollywooda izbivao gotovo 30 godina, proslavljeni stručnjak Douglas Trumbull radio je na vizualnim efektima za film Drvo života. Malick, inače Trumbullov prijatelj, je razgovarao s njim u vezi efekata i napomenuo da mu se ne sviđa ideja kompjuterski generiranih prizora. Trumbull je upitao Malicka: "Zašto to ne napraviš na starinski način? Na način kako su to radili u filmu 2001: Odiseja u svemiru?"
Surađujući sa supervizorom za vizualne efekte, Danom Glassom, Trumbull je upotrebljavao razne materijale za stvaranje dijela filma o postanku svemira. "Radili smo s kemikalijama, bojom, florescentnim bojama, dimom, tekućinama, CO2, bakljama, rasvjetom i brzom fotografijom kako bi vidjeli koliko mogu biti efektivni", rekao je Trumbull. "Bila je to prava prilika za istraživanje, nešto za što se inače vrlo teško izboriti u filmskom biznisu. Terry nije imao nikakve unaprijed zamišljene ideje kako bi nešto trebalo izgledati. Radili smo stvari poput sipanja mlijeka vrlo uskim putem kroz dimnjak i snimali to brzom kamerom uz preklopljene leće, pažljivo rasvijetlivši cijelu scenu i koristivši posebne okvire koji su dali posebnu karakteristiku samom protoku te učinili da to sve izgleda kozmički, galaktički i epski."

## Distribucija
U ožujku 2009. godine službena web stranica magazina Empire je objavila citat supervizora za vizualne efekte Mikea Finka koji je tvrdio da će jedna verzija filma biti puštena i za IMAX kina zajedno s još dvije verzije za tradicionalne kino dvorane. IMAX film zove se The Voyage of Time, dokumentarac koji proširuje dio povijesti svemira iz filma Drvo života, a za kojeg su se producenti odlučili da ga puste u IMAX kina tek nakon što Drvo života završi sa svojim prikazivanjem kako jedan drugom međusobno ne bi bili konkurencija.

### Odgađanja i problemi s distribucijom
Do svibnja 2009. godine, film Drvo života prodan je nekolicini međunarodnih distributera, uključujući i Europacorp u Francuskoj, TriPictures u Španjolskoj i Iconu u Velikoj Britaniji i Australiji, ali još uvijek nije imao američkog distributera. U kolovozu iste godine službeno je objavljeno da će film u SAD-u biti pušten krozu Apparition, novog distributera kojeg su osnovali direktor River Road Entertainmenta Bill Pohlad i bivši šef Picturehousea Bob Berney. Kao datum početka kino distribucije određen je 25. prosinca 2009., ali film nije bio dovršen na vrijeme. Organizatori filmskog festivala u Cannesu uspješno su obavili pregovore i osigurali svjetsku premijeru upravo na svom festivalu 2010. godine pa je Malick ranu verziju filma poslao Thierryju Fremauxu i Canneskom službenom odboru. Iako se Fremauxu ta verzija filma svidjela i iako ju je želio prikazati na svom festivalu, Malick navedeno nije odobrio, jer je osjećao da sam film još uvijek nije spreman. Uoči filmskog festivala u Cannesu 2010. godine, Berney je odjednom najavio svoj odlazak iz kompanije Apparition, ostavivši tog tek stvorenog distributera vrlo nesigurnoj budućnosti. Pohlad je odlučio zadržati film Drvo života u Apparitionu pa je, nakon ozbiljnih preinaka, zaposlio Toma Ortenberga koji bi mu pomogao kao konzultant prilikom distribucije filma. Plan je uključivao puštanje filma u kino distribuciju krajem 2010. godine, taman u vrijeme kad se puštaju filmovi koji su potencijalni dobitnici velikih filmskih nagrada, ponajviše Zlatnih globusa i Oscara. Međutim, Pohlad je nedugo potom odlučio zatvoriti Apparition i prodati prava na film. Privatna projekcija filma održana je za vrijeme filmskog festivala u Tellurideu 2010. godine za zainteresirane kompanije Fox Searchlight Pictures i Sony Pictures Classics. 9. rujna Fox Searchlight je službeno objavio da je otkupio prava na film od Pohladovog River Road Entertainmenta. Film je u limitiranu kino distribuciju u SAD-u pušten 27. svibnja 2011. godine.
28. ožujka 2011. godine magazin Empire objavio je da britanski distributer Icon Entertainment planira pustiti film u distribuciju 4. svibnja. Puštanje filma na tom datumu u kina značilo bi da bi Velika Britanija postala prvi teritorij u svijetu koji bi prikazivao film, čak i prije njegove svjetske premijere u Cannesu što bi sam film odmah diskvalificiralo iz službene konkurencije. Ovakva situacija potaknula je niz rasprava na internetu. Nakon što je filmskom blogeru Jeffu Wellsu predstavnik kompanije Fox Searchlight rekao da se takvo nešto ipak neće dogoditi, a i nakon što je Anne Thompson saznala sličnu informaciju iz Searchlighta te dobila izravan demant iz Summita, Helen O'Hara iz magazine Empire je primila potvrdu iz Icona da oni ostaju pri svojem datumu 4. svibnja. 31. ožujka Jill Jones, seniorski potpredsjednik Summita za međunarodni marketing i publicitet, je rekao Jeffu Wellsu da je Icon izgubio prava na distribuciju filma Drvo života u Velikoj Britaniji zbog kršenja ugovora pod prijetnjom daljnjeg sudskog postupka na sudu u Los Angelesu. 9. lipnja je službeno objavljeno da će Drvo života u kina u Velikoj Britaniji biti pušten 8. srpnja 2011. godine, nakon što je kompanija Fox Searchlight otkupila prava na prikazivanje filma od Icona.

## Kritike
Rane kritike za film Drvo života na filmskom festivalu u Cannesu 2011. godine su bile podijeljene. Film je izazvao raznolike reakcije, a na svojoj je premijeri u isto vrijeme doživio aplauz i negodovanje publike. Međutim, bez obzira na to, kritike za film do danas su većinom pozitivne, a sam film nagrađen je Zlatnom palmom na filmskom festivalu u Cannesu. Na popularnoj web stranici Rotten Tomatoes, film za sada ima 85% pozitivnih kritika temeljenih na sveukupno 222 kritike. Većina kritičara slaže se da "Malickov jedinstveni stil neće biti dobro prihvaćen od svih, ali za one strpljive gledatelje Drvo života je emocionalna i vizualna poslastica".

## Vanjske poveznice
- Službena stranica  Arhivirana inačica izvorne stranice od 24. ožujka 2012. (Wayback Machine) filma
- Drvo života u internetskoj bazi filmova IMDb-a